# XIII. Zivilsenat des Bundesgerichtshofes
Der XIII. Zivilsenat ist ein Spruchkörper des Bundesgerichtshofs. Es handelt sich um einen von derzeit insgesamt dreizehn Senaten, die sich mit Zivilsachen befassen.

## Errichtung
Der XIII. Zivilsenat wurde zum 1. September 2019 errichtet.

## Besetzung
Der Senat ist – wie der Kartellsenat, mit dem er in weitgehender Personalunion verbunden ist – gegenwärtig (Stand: Mai 2025) wie folgt besetzt:
- Vorsitzende: Stefanie Roloff
- Stellvertretender Vorsitzender: Jan Tolkmitt
- Beisitzer: Ulrike Picker, Carmen Vogt-Beheim, Ulrike Holzinger, Mathias Kochendörfer, Ulrike Pastohr.

## Zuständigkeit
Dem XIII. Zivilsenat wurden mit seiner Errichtung folgende Zuständigkeiten übertragen:
- Entscheidungen über Rechtsbeschwerden nach § 70 FamFG in Freiheitsentziehungssachen vom V. Zivilsenat (Geschäftsverteilungsplan 2019 V. Zivilsenat Nr. 2a),
- Entscheidungen über Rechtsstreitigkeiten nach dem Erneuerbare-Energien-Gesetz (EEG) oder dem Kraft-Wärme-Kopplungsgesetz (KWKG) vom VIII. Zivilsenat (Teilbereich aus Geschäftsverteilungsplan 2019 VIII. Zivilsenat Nr. 1a),
- Entscheidungen über Rechtsstreitigkeiten über Vergabeverfahren öffentlicher Auftraggeber vom X. Zivilsenat (GVP 2019 X. Zivilsenat Nr. 10).

## Geschichte
Der Senat wurde auf der Grundlage der Bereitstellung von Haushaltsmitteln auf Grund einer Initiative des Haushaltsausschusses des Deutschen Bundestags im Haushaltsplan 2019, mit dem auch Mittel für einen weiteren Strafsenat in Leipzig bewilligt wurden, durch die nach § 130 Abs. 1 Satz 2 des Gerichtsverfassungsgesetzes erforderliche Umsetzung durch Organisationsentscheidung (Verwaltungsanordnung) des Bundesministeriums der Justiz und für Verbraucherschutz vom 20. August 2019 zum 1. September 2019 eingerichtet. Erster Vorsitzender des Senats war bis zu seinem Eintritt in den Ruhestand zum 30. September 2021 Peter Meier-Beck.